# Ninja Spirit
Ninja Spirit, conocido en Japón como Saigo no Nindou (最後の忍道, the final path of a ninja), es un videojuego de plataformas de 1988 desarrollado y lanzado en los arcades por Irem. Aunque haya sido elogiado por los ''gamers'' por sus gráficos detallados, sus temas serios, sus controles sólidos y jugabilidad, el juego también fue criticado por su alta dificultad.
La banda sonora original fue lanzada el 21 de diciembre de 1988 por Alfa Records.

## Jugabilidad
El viaje de Tsukikage lo llevará por siete niveles, variando desde bosques, páramos, pantanos, templos y acantilados. Cada nivel comienza con el jugador cortando enemigos a su paso hasta confrontar al jefe del nivel.
El ninja siempre se encontrará armado con una katana llamada Muramasa (que significa nube justa), que puede ser utilizada de forma fluida para atacar en todas las direcciones. Las armas extra incluyen la Uzha (shuriken, que significa hoja remolino), las bombas Raitake (trueno de bambú), y el Shoryusai (dragón ascendente) kusarigama. También existen varios ítems potenciadores, como uno que libera múltiples fantasmas para ayudar al jugador.

## Trama
El héroe del juego, Tsukikage (月影), es un joven ninja que ha perdido a su padre por culpa de una criatura misteriosa mitad hombre, mitad bestia. La historia de Ninja Spirit se basa en su búsqueda por vengar a su padre en un Japón alternativo feudal.

## Ports
El juego ha sido porteado a múltiples plataformas. El port más popular es el formato de TurboGrafx-16, que incluye dos modos: el modo PC Engine donde los jugadores pierden una vida solo si pierden los 5 puntos de energía (algunos enemigos pueden matar a Tsukikage con un golpe), y el modo arcade, que es un modo más desafiante donde cualquier ataque acabará con el ninja instantáneamente. Esa versión fue porteada a la consola virtual de la Nintendo Wii el 14 de mayo de 2007, fue delistada el 30 de marzo de 2012 y volvió a estar disponible el 17 de septiembre de 2013 en Japón y el 19 de septiembre de 2013 en Norteamérica y Europa. La misma versión fue relanzada en la consola virtual de la Nintendo Wii U el 14 de enero de 2015 en Japón, el 27 de julio de 2017 en Norteamérica y el 10 de agosto de 2017 en Europa.

## Recepción
En Japón, Game Machine clasificó a Ninja Spirit en su número del 1 de septiembre de 1988 como la quinta unidad de arcade más exitosa del mes, superando el rendimiento de títulos como The Main Event.
En la edición 15 de Electronic Gaming Monthly, tanto Ninja Spirit como Ys Book I y II fueron los primeros juegos en recibir un 10 perfecto en la historia de la revista. En 2010, CraveOnline presentó esta versión en el artículo «Top 10 juegos ninja de todos los tiempos», comentando: «Ninja Spirit para la TurboGrafx-16 se pareció mucho a Legend of Kage en la NES, pero mejor en todo aspecto... tanto desafiante como algo relajante al mismo tiempo».

## Legado
Ninja Spirit apareció posteriormente en el título de Game Boy exclusivo de Japón, Shuyaku Sentai Irem Fighter, junto con otros personajes del juego, al igual que personajes de otras tres franquicias de Irem: R-Type, Mr. Heli y Hammerin' Harry.